# Scipione Pasquali
Scipione Pasquali (falecido em 1624) foi um prelado católico romano que serviu como bispo de Casale Monferrato (1615–1624).

## Biografia
No dia 12 de janeiro de 1615, Scipione Pasquali foi nomeado durante o papado de Paulo V como Bispo de Casale Monferrato. A 1 de fevereiro de 1615, foi consagrado bispo por Giovanni Garzia Mellini, Cardeal-presbítero de Santi Quattro Coronati com Ulpiano Volpi, Arcebispo de Chieti, e Marco Cornaro, Bispo de Pádua, servindo como co-consagradores. Pasquali serviu como Bispo de Casale Monferrato até à sua morte em 1624.